# آلسیو آبیبی
آلسیو آبیبی (انگلیسی: Alessio Abibi؛ زادهٔ ۴ دسامبر ۱۹۹۶) بازیکن فوتبال اهل آلبانی است.
وی همچنین در تیم ملی فوتبال Albania U19 بازی کرده‌است.